# 신도현 (1956년)
신도현(申道鉉, 1956년 1월 21일 ~ )은 대한민국의 정치인이다. 제9·10대 강원도의원을 지냈다.

## 학력
- 홍천농업고등학교
- 여주대학교 전산정보처리과 졸업

## 경력
- 홍천군 화촌면장
- 홍천군 재무과장
- 홍천군 자치행정과장
- 홍천군 민원봉사과장
- 홍천군 허가민원과장
- 홍천군 주민생활지원실장
- 홍천군 기획감사실장
- 화촌중학교 총동창회장
- 2014년 7월 1일 ~ 2018년 6월 30일: 제9대 강원도의회 의원
- 2018년 7월 1일 ~ 2022년 6월 30일: 제10대 강원도의회 의원
  - 제10대 전반기 강원도의회 농림수산위원회 위원
  - 제10대 제2기 강원도의회 예산결산특별위원회 위원
  - 제10대 후반기 강원도의회 농림수산위원회 위원
  - 제10대 후반기 강원도의회 부의장

## 역대 선거 결과
|  | 51.62% |

|  | 56.99% |